# Ernst Aigner
Ernst Aigner, né le 31 octobre 1966 à Mödling (Autriche), est un footballeur autrichien, qui évoluait au poste de défenseur au FK Austria Vienne et en équipe d'Autriche.
Aigner n'a marqué aucun but lors de ses onze sélections avec l'équipe d'Autriche entre 1989 et 1990.

## Carrière
- 1986-1989 : Admira Wacker
- 1989-1994 : FK Austria Vienne
- 1994-1996 : VSE St. Pölten
- 1996-2001 : VfB Admira Wacker Mödling
- 2001-2002 : ASK Kottingbrunn

## Palmarès

### En équipe nationale
- 11 sélections et 0 but avec l'équipe d'Autriche entre 1989 et 1990.

### Avec l'Admira Wacker
- Finaliste de la Coupe d'Autriche de football en 1989.

### Avec l'Austria Vienne
- Vainqueur de la Coupe d'Autriche de football en 1990, 1992 et 1994.
- Vice-Champion du Championnat d'Autriche de football en 1990, 1991, 1992 et 1994.